# Cervinia philippinensis
Cervinia philippinensis is een eenoogkreeftjessoort uit de familie van de Aegisthidae. De wetenschappelijke naam van de soort is voor het eerst geldig gepubliceerd in 1997 door Huys, Moberg & Kristensen.